# Bilder und Geschichten aus Schwaben
Bilder und Geschichten aus Schwaben (ursprünglich: Bilder und Geschichten aus dem schwäbischen Leben) ist der Titel eines zweibändigen Werkes der Schriftstellerin Ottilie Wildermuth. Die Sammlung von Erzählungen gilt als Hauptwerk Wildermuths und machte die Autorin auf einen Schlag im gesamten deutschsprachigen Raum bekannt. Heute sind daraus vor allem noch die Schwäbischen Pfarrhäuser bekannt, die einen Teil des ersten Bandes bilden.

## Entstehung
1847 stellte Ottilie Wildermuth ihrem Mann Johann David Wildermuth und ihrem Bruder erstmals einen eigenen literarischen Versuch vor. Es handelte sich um die Erzählung Eine alte Jungfer, die später die erste Geschichte der Bilder und Geschichten wurde. Ihr Bruder Hermann Rooschüz brachte diese erste Geschichte der Redaktion von Cottas Morgenblatt, die sie anonym veröffentlichte und nach mehr Erzählungen verlangte. Bald erschienen die Genrebilder aus einer kleinen Stadt und die Schwäbischen Pfarrhäuser unter dem Namen der Autorin im Morgenblatt. 1852 veröffentlichte der Stuttgarter Verleger Adolph Krabbe die beiden Zyklen mit weiteren Geschichten als Buch mit dem Titel Bilder und Geschichten aus dem schwäbischen Leben. Nach der zweiten Auflage wurde der Titel geändert in Bilder und Geschichten aus Schwaben. Unter diesem Titel erschienen sie fortan, zuletzt 1991.

## Inhalt
Die meisten der Erzählungen haben einen autobiographischen Hintergrund: Ihre Protagonisten waren häufig Verwandte und Vorfahren oder Bekannte der Autorin. Die humorvollen Geschichten verarbeiten meist Themen der schwäbischen oder württembergischen Geschichte oder der Gesellschaft des 18. und 19. Jahrhunderts. Franziska von Hohenheim kommt ebenso darin vor wie ihr Gemahl Carl Eugen, aber auch Bauern, Gastwirte und andere Dorfbewohner.
Die Erzählungen sind in mehrere Teile gegliedert, die durchschnittlich fünf bis sechs Erzählungen enthalten. Im ersten Band sind dies:
- Genrebilder aus einer kleinen Stadt
- Bilder aus einer bürgerlichen Familiengalerie
- Die alten Häuser von B. (später: von Kirchheim)
- Schwäbische Pfarrhäuser
- Heiratsgeschichten

Der zweite Band umfasst die Teile
- Gestalten aus der Alltagswelt
- Lebenswege, krumme und gerade
- Hagestolze
- Vom Dorf

### „Schwäbische Pfarrhäuser“
Im Zyklus Schwäbische Pfarrhäuser werden unterschiedliche Facetten und Episoden aus dem Leben württembergischer Dorfpfarrer geschildert. Teilweise werden die Pfarrer positiv dargestellt, indem sie als fromm, gastfrei, freigiebig oder kinderlieb beschrieben werden. Manche Pfarrer kommen aber in den Erzählungen schlecht weg, z. B. der „geizige“ oder der „Haselnusspfarrer“. Dies brachte der Autorin Kritik, nicht nur von Pfarrern, sondern auch von anderen Landsleuten ein. Die Geschichte Das friedsame Pfarrhaus musste deshalb aus der Sammlung gestrichen werden. Noch 1857 berichtete Wildermuth ihrem Brieffreund Justinus Kerner: „Morgen will ich mit meinem Mann eine Fußreise ins Lenninger Thal zu ein paar bekannten Pfarrern machen, vorausgesetzt, daß mich die Pfarrer nicht todtschlagen“. Es sei „für mich lebensgefährlich […], mich unter die Pfarrer zu wagen, sintemal sie mir meine Pfarrhäuser nicht verzeihen können“.
Die Geschichten im Einzelnen sind folgende:
- Das freundliche Pfarrhaus. Als Vorlage diente der Benninger Pfarrer August Tritschler.
- Der Haselnußpfarrer. Vorbild für diese Geschichte war Johann Schweppe, Pfarrer in Feldrennach bei Pforzheim.
- Das töchterreiche Pfarrhaus. Geschichte frei erfunden.
- Das humoristische Pfarrhaus. Für diese Geschichte stand Gustav Feuerlein Pate, Pfarrer von Wolfschlugen bei Nürtingen. Er war der Vater von Auguste Eisenlohr, deren Biographie Wildermuth mit Auguste. Ein Lebensbild vorgelegt hat. Auguste Eisenlohr (1813–1857) war seit 1833 mit dem Politiker Theodor Eisenlohr verheiratet.
- Das genügsame Pfarrhaus. Der „genügsame“ Pfarrer war Karl Kayser aus Hegenlohe.
- Das gastfreie Pfarrhaus. Den Stoff für diese Geschichte lieferte der Pfarrer von Endersbach, Eberhard Glöckler.
- Das geizige Pfarrhaus. Diese Erzählung wurde inspiriert von Johann Cranz, Pfarrer von Steinenberg, später von Plattenhardt.
- Noch ein gastfreies Pfarrhaus. Vorbild war Pfarrer Ferdinand Dinkelacker aus Erligheim.
- Das fromme Pfarrhaus. Geschichte frei erfunden.
- Das friedsame Pfarrhaus. Vorbilder waren hier der Pfarrer von Erdmannhausen, das bei Wildermuths Heimatstadt Marbach liegt, und seine Schwester. Diese beschwerte sich nach der Erstveröffentlichung bei der Autorin, woraufhin die Erzählung nicht weiter veröffentlicht wurde.[3] Auch in den meisten modernen Ausgaben fehlt sie.

## Rezeption
Die Bilder und Geschichten erfuhren nach ihrer Veröffentlichung rasch eine große Verbreitung und Anerkennung bekannter Autoren. So erzählte Emilie Uhland der Autorin, „sie habe in Jahr und Tag ihren Mann nicht so lachen hören, wie beim Lesen des ‚Stadtschreibers‘“.

„Sie sind im Pfarrhaus von Lützelflüh längst eine liebe Bekannte. Vielleicht erfaßt Sie einmal der Zug der Zeit und trägt Sie über Berg und Tal, und dann lenken Sie Ihre Schritte in Bernerland […] und wir könnten Ihnen dann sagen, wie sehr uns Ihr Buch und alles, was Sie darin aussprechen, erfreut.“

„[Es] sei kein Augenblick versäumt, Ihnen zu sagen, daß ich Lieblicheres nicht blos in vielen Jahren nicht, sondern nicht leicht jemals gelesen, als diese Erzählungen, die mich in die früheste Jugendzeit versetzten, in die süßesten Erinnerungen einwiegten – und gedankt sei nun nicht blos für das Geschenk sondern für das Werk selbst, und nicht die Schriftstellerin gepriesen, sondern die Frau, deren Seele geschaffen war, so liebliche Erscheinungen in ihrer ganzen Einfalt nicht blos aufzufassen, sondern so rein darzustellen, ohne Einen unrechten oder störenden Ton einzumischen.“

„[…] Wie erschrak ich, da ich sah, daß es sich hier nicht um ein Buch handle, das ein gewöhnliches Tagesereigniß sei […]; sondern daß da ein Werk von tiefer und edler Bedeutung vorhanden sei. […] Ich sage Ihnen tausend lieben warmen Dank für Ihr herrliches Buch. Lange hat mich nichts so sehr erfreut. In unserer Zeit der Kunstlosigkeit […] hat dieses gesunde Gestaltungsvermögen mich wie eine edle reine Muse mit klaren menschlichen Augen angeschaut. […] Sie müssen sehr viel nach der Natur arbeiten (wie die Maler sagen), weil Ihre Gestalten so rund gebildet sind, dass man um sie herumgehen kann […]. Wie schön ist die Gestalt ihrer Schustersfrau! Ich bringe sie nicht aus dem Herzen und aus dem Haupte. […] Der ganze Hintergrund der Verwandtschaft und des Städtchens erscheint mir als ein Meisterwerk der Kunst.“

„Denken Sie, liebe Frau Wildermuth, ich hatte von jeher eine so große Antipathie gegen Produkte weiblicher Schriftsteller, daß ich auch mit Vorurteil an Ihr erstes Buch ging – aber wie wurde ich geschlagen und zugleich erheitert und erquickt! […] Ich schmeichle mir, einen ganz besonderen Sinn für Ihren Humor zu haben, mit dem sie die ernste Absicht so wohltuend zu umhüllen wissen […] Wenn man Ihre Sachen liest, so weiß man auch, daß Sie Strümpfe stopfen können; man fühlt durch jede Zeile, daß Kopf und Herz hier gemeinschaftlich wirken – mit einem Wort, Sie sind das Gegenteil der meisten weiblichen Schriftstellerinnen und dazu berufen, uns etwas zum Lesen zu geben.“

## Editionen (Auswahl)
Die Bilder und Geschichten aus Schwaben, vor allem die Schwäbischen Pfarrhäuser wurden zu Lebzeiten der Autorin und nach ihrem Tod bis in unsere Zeit immer wieder veröffentlicht und entwickelten sich so zum bekanntesten Werk Wildermuths.
- Bilder und Geschichten aus dem schwäbischen Leben. Adolph Krabbe, Stuttgart 1852 (²1853).
- Bilder und Geschichten aus Schwaben (Ottilie Wildermuth’s gesammelte Werke. Erste Gesammt-Ausgabe, Bd. 1 und 2). Adolph Krabbe, Stuttgart 1862.
- Bilder und Geschichten aus Schwaben. Adolf Kröner, Stuttgart ⁶1890.
- Bilder und Geschichten aus Schwaben (Ottilie Wildermuths gesammelte Werke), hg. von Adelheid Wildermuth, illustriert von Fritz Bergen. Union Deutsche Verlagsgesellschaft, Stuttgart/Berlin/Leipzig o. J. [um 1900].
- Bilder und Geschichten aus Schwaben. Carl Hirsch, Konstanz o. J. [um 1915].
- Schwäbische Pfarrhäuser. Erzählungen. Reclams Universal-Bibliothek Bd. 4963. Reclam-Verlag, Leipzig 1920 (²1926).
- Schwäbische Pfarrhäuser. Renatus-Verlag, Lorch 1936.
- Schwäbische Pfarrhäuser. Osiander, Tübingen 1976 (³1980).
- Bilder und Geschichten aus Schwaben mit den Schwäbischen Pfarrhäusern. Einführung von Peter Härtling, hg. von Rosemarie Wildermuth. Verlag J. F. Steinkopf, Stuttgart 1977 (²1991).
- Lebenswege – krumme und gerade. (Reihe Kleine Stieglitze). Herausgegeben von Rosemarie Wildermuth. Mühlacker/Irdning (Steiermark) 1987.
- Schwäbische Pfarrhäuser (Eine kleine Landesbibliothek, Bd. 8). Eingeleitet und herausgegeben von Friedemann Schmoll. Klöpfer & Meyer Verlag, Tübingen 2009.